# Ralph Tamm
Ralph Earl Tamm (Filadelfia, 11 marzo 1966) è un ex giocatore di football americano statunitense che ha giocato nel ruolo di guardia per dieci stagioni nella National Football League (NFL). Fu scelto nel corso del nono giro del Draft NFL 1988. Al college ha giocato a football alla West Chester University.

## Carriera professionistica
Tamm giocò dieci stagioni nella NFL tra il 1990 e il 1999 vincendo due Super Bowl: il primo fu il Super Bowl XXVI coi Washington Redskins, l'altro coi San Francisco 49ers nel Super Bowl XXIX battendo i San Diego Chargers. Fu il rappresentante dei giocatori in ognuna delle squadre in cui militò.

## Palmarès
- Super Bowl : 2 Vincitore del Super Bowl (XXVI, XXIX)

## Statistiche
| Partite totali      | 121 |
| Partite da titolare | 19  |